# 3-5-8
3-5-8 – gra karciana, w której uczestnicy dążą do uzyskania jak największej liczby punktów. 

## Zasady gry
Każda partia składa się z:
1. rozdania
2. wybrania atu (kozery)
3. ewentualnej wymiany kart
4. zabrania przez grającego musika
5. gry
6. podliczenia punktów.

## Rozdanie kart
Gra się talią 52 kart. Na początku jeden z graczy rozdaje karty, cztery karty na musik oraz po szesnaście dla każdego z graczy. Następnie każdy z graczy ogląda swoje karty nie pokazując ich innym graczom. W kolejnej partii rozdaje kolejny gracz, siedzący na lewo od rozdającego w poprzedniej turze.
Rozdający ma również obowiązek zaoferowania przełożenia talii graczowi siedzącemu po jego prawej stronie.
Rozdający ma prawo wybrać, które karty powędrują na musik. W tym celu zamiast rozdać kartę graczowi, kładzie ją na musik i kontynuuje rozdawanie od następnej karty. Rozdający nie może położyć na musik pierwszej i ostatniej karty rozdania, ze względu na możliwość podejrzenia tych kart w trakcie tasowania. Nie należy również rozdawać dwóch kolejnych kart na musik.

## Ustalenieatu(kozery)
Gracz siedzący na lewo od rozdającego wybiera kozerę. Do wyboru ma 4 kolory. Może wybrać jeden z dwóch rodzajów gier bez kozery:
- bez atu (zwana też starszą) – zasady są identyczne, co w grze z kozerą, z tym, że takowej nie ma,
- bez lew (lub młodsza) – gra, w której należy zdobyć jak najmniej lew.

Kozerę wybiera się w oparciu o sześć pierwszych kart otrzymanych od rozdającego. Po obraniu jej gracz "grający" może zobaczyć pozostałe karty.

### Zabranie przez grającego musika
Bezpośrednio po wybraniu kozery gracz, który ją ustalił odsłania karty z musika. Wszyscy gracze mogą je zobaczyć, po czym musik zabiera gracz "grający". Następnie musi on oddać 4 wybrane karty ze swojej talii. Karty te nie będą brały udziału w grze aż do następnego rozdania.

### Gra
Grę rozpoczyna osoba, która wybrała kozerę. Gracze muszą dokładać karty w kolorze wyjścia. Jeśli takowych nie mają, rzucają kozerę i zdobywają lewę. Jeśli natomiast nie posiadają kozery, mogą rzucić dowolną kartę. W zależności od ustalonych zasad można ustalić obowiązek przebijania kartą starszą lub brak takiego obowiązku.

### Podliczanie punktów
Punkty nalicza się według wzoru: P=W–Z, gdzie P – liczba punktów, W – liczba lew wziętych, Z – liczba lew obowiązkowych (dla rozdającego są to 3 lewy, dla wybierającego kozerę 8, a dla trzeciego gracza 5). Na przykład, gdy osoba rozdająca karty weźmie 5 lew, to zdobywa 2 punkty (5–3=2), natomiast, gdy nie weźmie żadnej lewy, to zdobywa –3 punkty (0–3=–3).
Wyjątkiem jest rozgrywka „bez lew”, kiedy to należy zebrać jak najmniej lew. Wówczas wyjściową liczbą punktów dla gracza wybierającego jest 3, dla rozdającego 8, dla trzeciej osoby 5, zaś P=Z–W. Na przykład, gdy osoba wybierająca kozerę weźmie 5 lew, to zdobywa  –2 punkty (3–5=–2), natomiast, gdy nie weźmie żadnej lewy, to zdobywa 3 punkty.
Suma punktów wszystkich graczy zawsze równa się 0.

### Bonus dla graczy z punktami dodatnimi w poprzednim rozdaniu
Istnieje jeszcze dodatkowa zasada w grze, która można stosować, polega ona na nagradzaniu gracza, który otrzymał punkty dodatnie poprzez umożliwienie mu wymiany kart u gracza który otrzymał punkty ujemne. Można wymienić tyle kart ile punktów dodatnich się otrzymało. Gracz z punktami ujemnymi, który otrzymuje karty do wymiany, musi zawsze oddać najwyższa kartę w tym samym kolorze, w którym otrzymał do wymiany, a jeśli takowej nie posiada to zwraca tę samą, którą otrzymał. 
Jeżeli gracz otrzyma od wymieniającego kartę atutową, może oddać dowolną kartę.
W rozgrywkach „bez atu” i „bez lew” powyższe zasady nie obowiązują.

## Zakończenie gry
Gra kończy się, gdy każdy z graczy "zagra" (wybierze) wszystkie kolory oraz gry bez atu. Łatwo można więc policzyć, że rozdań jest 18 (6x3). 